# Тибо Дано
Тибо Амани Дано (фр. Thibaut Amani Danho; 15. јануар 1994) иворијански је пливач чија ужа специјалност су спринтерске трке слободним и делфин стилом. Вишеструки је национални првак и рекордер и учесник Олимпијских игара из Рија 2016. године. 

## Спортска каријера
Дано је пливао за репрезентацију Обале Слоноваче на светским првенствима у Казању 2015 (56. на 50 слободно и 47. на 50 делфин) и Будимпешти 2017 (85. на 50 слободно и 56. на 50 делфин).
Учествовао је и на Летњим олимпијским играма 2016. у Рију где је пливао у квалификацијама трке на 100 слободно које је окончао на 54. месту. 
Такмичио се и на Афричким играма 2015, те на светским првенствима у малим базенима у Виндзору 2016. и Хангџоуу 2018. године.